# Küstenbatterie Maxim Gorki I

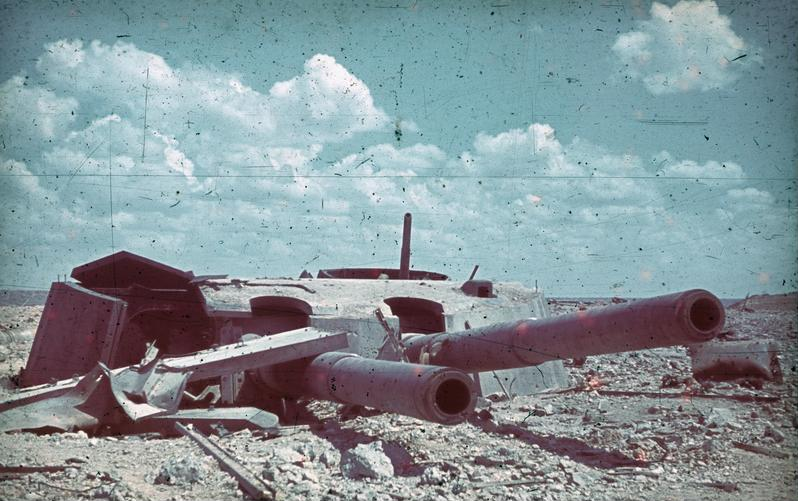
Maxim Gorki I, zerstörter Nordturm

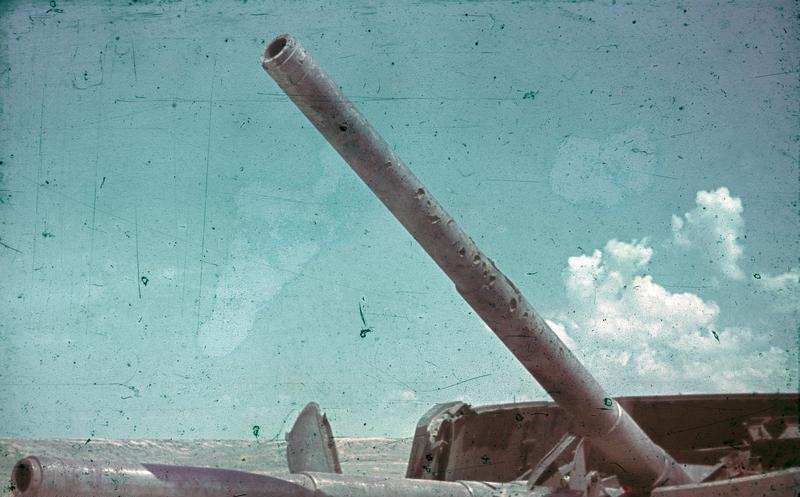
Maxim Gorki I, zerstörter Südturm

Die Küstenbatterie (auch Panzerbatterie genannt) Maxim Gorki I (Максим Горький I) war Teil der Verteidigungsanlagen der zur Festung ausgebauten Stadt Sewastopol auf der Halbinsel Krim. Sie wurde zwischen 1914 und 1934 auf einem schmalen Höhenrücken etwa fünf Kilometer nördlich des Hafens von Sewastopol erbaut.

## Beschreibung

### Geschütztürme
Es handelte sich um zwei Geschütztürme, deren Bauart im Wesentlichen denen auf den damaligen russischen Schlachtschiffen entsprach, mit jeweils zwei Rohren der 305-mm-L/52-Kanone M1907. Sie waren Baujahr 1914 und wogen je etwa 50 t. Die maximale Schussweite betrug 44 km. Obwohl die Batterie vorrangig zur Seezielbekämpfung konzipiert war, konnten die um 360° drehbaren Türme mit Hilfsbeobachtung auch gegen Land eingesetzt werden. Die Türme bestanden aus je zwölf 2,5 m hohen, gewölbten Seitenteilen aus Panzerstahl, die mit schwalbenschwanzförmigen Nieten und Federn zusammengehalten wurden. Die Turmdecke bestand aus sechs Teilstücken, verbunden mit Winkeleisen und Profilrahmenträgern. Die Stärke der Deckenplatten betrug 203 mm, die der Seitenwände 300 mm, die der Frontseite 406 mm. Die etwa je 1000 bis 1300 t schweren Türme ruhten auf Kugellagern, die auf die Vorpanzer aufgesetzt waren. Die Munitionszufuhr erfolgte über Förderbänder und Munitionsaufzüge, an den Turmdecken waren jeweils Ladeschwingen befestigt. Die Ansetzer wurden von Elektromotoren angetrieben. Alle Bewegungen der Türme und der Hilfsgeräte wurden elektrisch ausgeführt, bei Notfällen konnte jedoch auf manuellen Betrieb umgestellt werden. Jeder Geschützturm verfügte über einen eigenen Zugang, der über die beiden vorhandenen Eingangstore zunächst in einen als Gasschleuse ausgestatteten Quergang führte, in dem sich Dusch- und Umkleideräume befanden.

### Batterieblock
Der Batterieblock zog sich zwischen den beiden Türmen hin und umfasste eine Fläche von etwa 5000 m², die Deckenstärke betrug vier Meter aus verschiedenen Betonschichten. Auf 3,40 m Eisenbeton waren 30 cm Granitschotterbeton als Zerschellschicht aufgelegt. Die Eisenbetondecke ruhte auf einer 30 cm starken Asphaltschicht, die zur Isolierung gegen Feuchtigkeit diente. Zusätzlich waren als unterste Lage 30 cm starke U-Profil-Träger dicht an dicht gesetzt. Da der einstöckige Batterieblock nicht waagerecht gebaut worden war, sondern dem Verlauf des Höhenrückens folgte, war es notwendig geworden, die dadurch entstandenen Höhenunterschiede durch Treppen und Rampen auszugleichen. Einzelne Räume waren zur Aufnahme von Vorräten unterkellert, des Weiteren befand sich unter dem Zentralgang ein zweiter Gang, in dem Telefon-, Strom- und Rohrleitungen verlegt waren. Dieser Gang maß 90 × 190 cm und lag 10,5 m unter dem Zentralgang. Noch darunter befanden sich die Abwasserrohre, die nach Süden führten und nach 600 m einen betonierten Entwässerungsstollen erreichten, der im Tal endete. (Heute befindet sich am Ende des Abwasserstollens eine Kläranlage, damals wohl nicht.) In unmittelbarer Nähe der Geschütztürme lagen jeweils zwei Geschoss- und Kartuschkammern. Jede der Kammern hatte die Maße von 4,5 × 20 m und war mit elektromechanischen Transporthilfsmitteln für den Munitionstransport ausgestattet. In den Kartuschkammern befanden sich auch selbstschreibende Messanzeigen für Temperatur und Luftfeuchtigkeit. Der Batterieblock verfügte über einen Normalspur-Gleisanschluss.
Die gesamte Anlage war durch ein Netzwerk kleinerer Befestigungen (vorwiegend MG-Nester) zur Landseite hin gegen anrückende Infanterie gesichert.

### Feuerleitstand
Der Feuerleitstand mit der Entfernungs-Messanlage befand sich zurückgesetzt auf einer etwas höheren Kuppe des Bergrückens etwa 37 m unter der Erdoberfläche. Der Batterieblock und die Feuerleitanlage waren durch eine etwa 500 m lange Poterne miteinander verbunden. Bei Beginn der Abwehrkämpfe gegen die deutschen Truppen befand sich die Technik dieser Anlage auf dem neuesten Stand.
Im (nach Westen gesehen) linken Bereich befanden sich Räume mit einem Aggregat zur Notstromversorgung (Leistung 26 kW), für Heizung, Lüftung und Luftfilterung. Entgegengesetzt lagen die Räume für den Kommandanten, das Rechengerät und der Planraum. Ein Schacht mit einer Steigleiter und einem Aufzug führte in die bis zu 40 cm starke Panzerkuppel des Beobachtungsstandes. Des Weiteren befand sich in der Nähe der Beobachtungskuppel eine Funkstation in einem Bunker aus Eisenbeton mit einer Deckenstärke von 3,50 m. Eine Poterne führte von dem mit einer Gasschleuse ausgestatteten Ausgang der Beobachtungskuppel zur Entfernungsmessanlage.

### Stromversorgung
Der hohe Stromverbrauch der Batterie wurde in Friedenszeiten über das normale Stromnetz, einsatzmäßig über ein eigenes Kraftwerk, abgedeckt.
Im Transformatorenbau außerhalb des Batterieblocks befanden sich ein Transformator zur Umwandlung des aus dem Überlandnetz bezogenen Drehstroms von 6000 V auf 400 V mit 180 kW. Dazu kam ein Motorengenerator, der diese 400 V Drehstrom in 220 V Gleichstrom umwandelte. Im Transformatorenbau befand sich noch ein Dieselaggregat mit einer Leistung von 50 kW.
Im Batterieblock selbst gab es eine weitere Stromanlage, die eine Überland-Einspeisung von 35.000 V in 400 V Drehstrom umwandelte. Auch hier waren zwei Motorengeneratoren zur Umwandlung des Drehstroms 200 V Gleichstrom installiert. Zwei Dieselaggregate erzeugten im Bedarfsfall zusammen 220 V Gleichstrom mit 370 kW.
Bei Ausfall aller Systeme stand für einen begrenzten Zeitraum eine Versorgung aus Akkumulatoren für den sekundären Stromkreis (Licht, Frischluft) zur Verfügung.

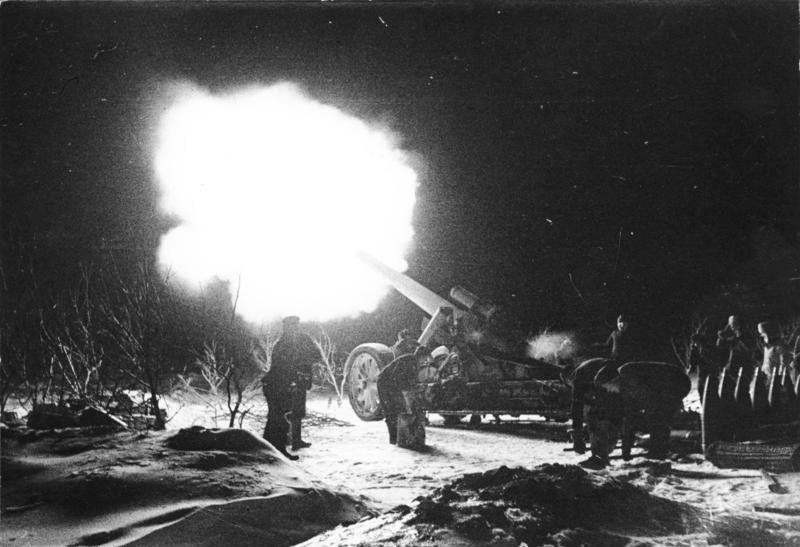
Feuernder 21-cm-Mörser

## Kriegsgeschehen
Im Rahmen der Schlacht um Sewastopol begann am 7. Juni 1942 der deutsche Angriff auf die Festung. Hierzu wurden unter anderem die Mörser „Thor“ und „Odin“ eingesetzt. Der Nordturm der Batterie wurde am 16. Juni durch Beschuss aus einem Karl-Gerät (ob es der Mörser „Thor“ oder „Odin“ war, ist nicht bekannt) und durch Stuka-Angriffe zerstört, der Südturm am Folgetag durch den Volltreffer eines mit einer Panzergranate feuernden 21-cm-Mörsers 18 der 1. Batterie der schweren Artillerie-Abteilung (mot.) 857 außer Gefecht gesetzt. Der Batterieblock wurde an keiner Stelle durchschlagen, lediglich die externe Stromversorgung war, da nicht gegen Artilleriebeschuss gesichert, nahezu unverzüglich ausgefallen.
Insgesamt hatte die Batterie „Maxim Gorki I“ etwa 600 Granaten verschossen und durch gutsitzendes Feuer die Angriffe des deutschen LIV. Armeekorps empfindlich gestört. Besetzt war die Batterie mit Soldaten des russischen 35. Küstenbataillons.

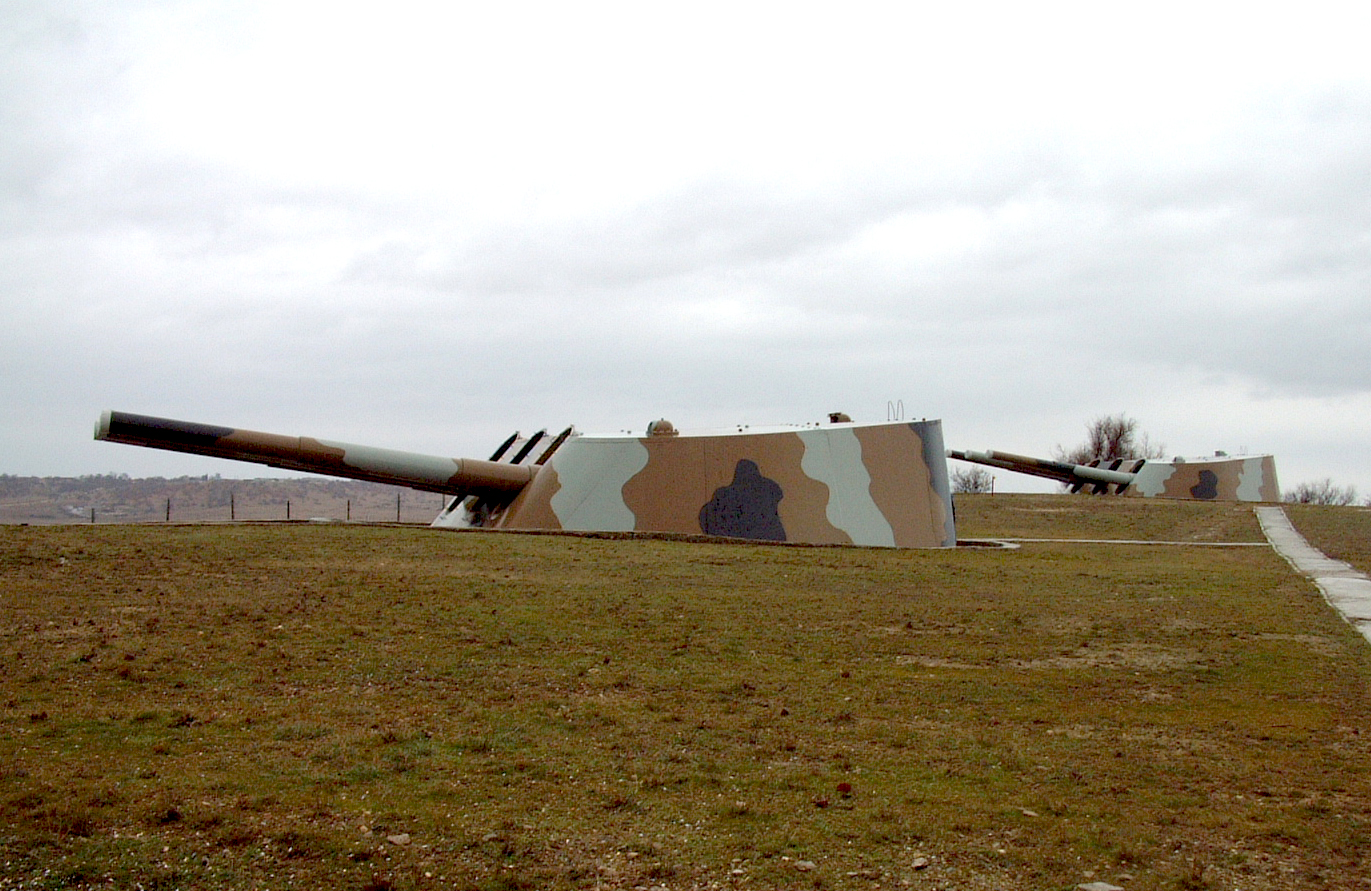
Heutiger Zustand

## Wiederaufbau und Verbleib
Im Jahre 1954 begann man mit dem Wiederaufbau der keineswegs entscheidend zerstörten Anlage. Anstelle der ehemaligen Zwillingstürme vom Typ M-B-2-12 baute man die beiden verbliebenen Drillingstürme des zum Abbruch in Leningrad liegenden Schlachtschiffes Poltawa vom Typ M-K-3-12 ein und erhöhte die Betoneindeckungen von drei bis vier Meter auf fünf bis sechs Meter. Dadurch musste der Geschützbrunnen erhöht werden, um mit dem oberen Rand des Vorpanzers wieder auf die Umgebungshöhe zu kommen. Der letzte scharfe Schuss soll 1958 abgegeben worden sein. Mit Sicherheit war die Batterie mindestens bis zum Jahre 1993 einsatzbereit.
Möglicherweise war sie zum Verfeuern von Nukleargranaten eingerichtet. Inzwischen hat man die „Batterie Nr. 30“ genannte Anlage aufgegeben.
Zwei der Rohre des Turmes 1 kamen von der Marat, das dritte aus der westlich St. Petersburg gelegenen Festung Krasnaja Gorka (russisch Красная горка). Die Rohre des Turms 2 stammten von insgesamt drei Schiffen: von der Wolchow (Волхов), der Oktjabrskaja Rewoljuzija (Октябрьская революция) und der Swobodnaja Rossija (Свободная Россия).
Koordinaten: 44° 39′ 50″ N, 33° 33′ 33″ O

## Maxim Gorki II
Die Schwesterbatterie „Maxim Gorki II“ liegt südlich der antiken Stadt Chersones direkt über der Steilküste und deckte die südlichen Zugänge Sewastopols. Sie wurde nach der Zerstörung nicht wieder aufgebaut, die Stahlteile wurden entfernt. Das Werk befand sich lange Zeit in einem ruinösen Zustand, wird aber seit 2009 wieder als Museum und Gedenkstätte genutzt. Ein Teil der unterirdischen Anlagen ist im Rahmen von geführten Touren begehbar.
Koordinate: 44° 33′ 32″ N, 33° 24′ 23″ O

## Bemerkung
Die Quellenlage zu diesem Thema ist äußerst schwierig, da es mehrfach unterschiedliche Informationen gibt. So variiert das Gewicht der Türme zwischen 300 über 1000 bis zu 1300 Tonnen. Eine Erklärung dafür mag sein, dass eine Quelle nur das Gewicht der Geschützplattform mit den Lafetten und den Rohren angibt, eine andere dafür nur das Gewicht der Turmhüllen und eine dritte das Gesamtgewicht.